# Адріан Лищаж
Адріан Лищаж (пол. Adrian Łyszczarz, нар. 22 серпня 1999, Олесниця) — польський футболіст, півзахисник клубу «Шльонськ».

## Клубна кар'єра
Народився 22 серпня 1999 року в місті Олесниця. Вихованець футбольної школи клубу «Шльонськ». Дорослу футбольну кар'єру розпочав 2016 року в основній команді того ж клубу, в якій провів два сезони, взявши участь у 12 матчах чемпіонату.
2018 року для отримання ігрової практики був відданий в оренду в клуб другого дивізіону ГКС (Катовиці). Протягом сезону 2018/19 відіграв за команду з Катовиць 15 матчів в чемпіонаті і забив 1 гол, втім не врятував команду від вильоту в третій дивізіон.

## Виступи за збірні
2018 року дебютував у складі юнацької збірної Польщі, взяв участь у 5 іграх на юнацькому рівні, відзначившись 2 забитими голами.
2019 року у складі молодіжної збірної Польщі поїхав на домашній молодіжний чемпіонат світу. На турнірі зіграв у 2 матчах, а команда вилетіла на стадії 1/8 фіналу.